# Stateless (sèrie de televisió)
Stateless ('apàtrides') és una minisèrie dramàtica australiana de televisió emesa per l'ABC australiana l'1 de març de 2020. Formada per sis episodis, es va publicar a la plataforma Netflix el 8 de juliol de 2020. La sèrie està inspirada en part en la història real de Cornelia Rau, una resident permanent australiana que va ser detinguda il·legalment en virtut del programa de detenció obligatòria del govern australià.

## Sinopsi
La sèrie se centra en quatre desconeguts en un centre d'internament d'immigrants al desert australià: una hostessa d'aerolínia que s'escapa d'una secta d'autoajuda, un refugiat afganès que fuig de la persecució, un jove pare australià que aconsegueix feina com a vigilant del camp i una buròcrata atrapada en un escàndol nacional. Quan les seves vides es creuen, es veuen empesos al límit del seny, tot i que es produeixen connexions emocionals improbables i profundes entre el grup.
Després del sisè i últim episodi, l'epíleg afirma que el programa es basa en històries reals sobre la detenció d'immigrants a Austràlia. Després que es trobés detinguda una ciutadana australiana dins del sistema, una investigació pública va revelar la necessitat d'una reforma. Una revisió independent va establir una política més justa i equitativa. Des del 2012, els sol·licitants d'asil que arriben en vaixells queden internats en centres d'immigració en alta mar, amb un accés restringit.

## Repartiment
- Yvonne Strahovski com a Sofie Werner
- Asher Keddie com a Claire Kowitz
- Fayssal Bazzi com a Ameer
- Marta Dusseldorp com a Margot
- Dominic West com a Gordon
- Cate Blanchett com a Pat
- Jai Courtney com a Cam Sandford
- Soraya Heidari com a Mina
- Rachel House com a Harriet
- Kate Box com a Janice
- Clarence Ryan com a Sully
- Claude Jabbour com a Farid
- Rose Riley com a Sharee
- Helana Sawires com a Rosna
- Darren Gilshenan com a Brian Ashworth
- Calvin Mwita com a Taifa Duale

## Estrena
Stateless es va estrenar mundialment al 70è Festival Internacional de Cinema de Berlín, a la nova secció de sèries, juntament amb Mystery Road. El canal de televisió australià ABC va estrenar la sèrie a Austràlia poc després, mentre que Netflix l'ha llençat a escala mundial.